# 克特林·赫尔丹
克特林·赫尔丹（羅馬尼亞語：Cătălin Hîldan，1976年2月3日—2000年10月5日），罗马尼亚男子足球运动员，场上位置是中场。他曾代表罗马尼亚国家队参加2000年欧洲足球锦标赛，结果队伍止步八强。